# Добре Поле (Курська область)
Добре Поле (рос. Доброе Поле) — селище в Хомутовському районі Курської області Російської Федерації.
Населення становить 29 осіб. Входить до складу муніципального утворення Сальновська сільрада.

## Історія
Населений пункт розташований на території українського етнічного та культурного краю Східна Слобожанщина.
Від 2004 року входить до складу муніципального утворення Сальновська сільрада.

## Населення
| 2002 | 2010 |
| ---- | ---- |
| 111  | ↘29  |

## Уродженці
- Глухарьова Марія Павлівна (1927—2015) — український педагог. Герой Соціалістичної Праці.